# Illa Dall
L'Illa Dall (en anglès: Dall Island) és una illa en l'arxipèlag Alexander davant de la costa sud-est d'Alaska, als Estats Units d'Amèrica. Està situada a l'oest de l'Illa Príncep de Gal·les i al nord de les aigües canadenques. La seva elevació màxima està a 2.443 peus (745 metres) sobre el nivell del mar. La seva superfície és de 254,02 milles quadrades (657,9 quilòmetres²), per la qual cosa és la vintè vuitena (28) illa més gran dels Estats Units. Dall s'utilitza econòmicament per a la pesca i l'explotació de pedreres de pedra calcària.
El cens de 2000 va registrar 20 persones que viuen a l'illa. Se sap que els nadius d'Alaska han habitat coves costaneres de l'illa des de fa dos o tres mil·lennis.
Dall es va dir primer Quadra, en honor de Juan Francisco de la Bodega y Quadra, fins al 1879, quan va ser reanomenada en honor del naturalista William H. Dall
Cap Muzón, el punt més meridional de l'illa, és el terme occidental, conegut com el punt A, de la línia AB, que marca el límit marí entre l'estat d'Alaska i la província canadenca de la Columbia Britànica, tal com es defineix en el Tractat de Límits d'Alaska de 1903. Aquesta línia és també el límit nord de les aigües coneguda com l'entrada Dixon.

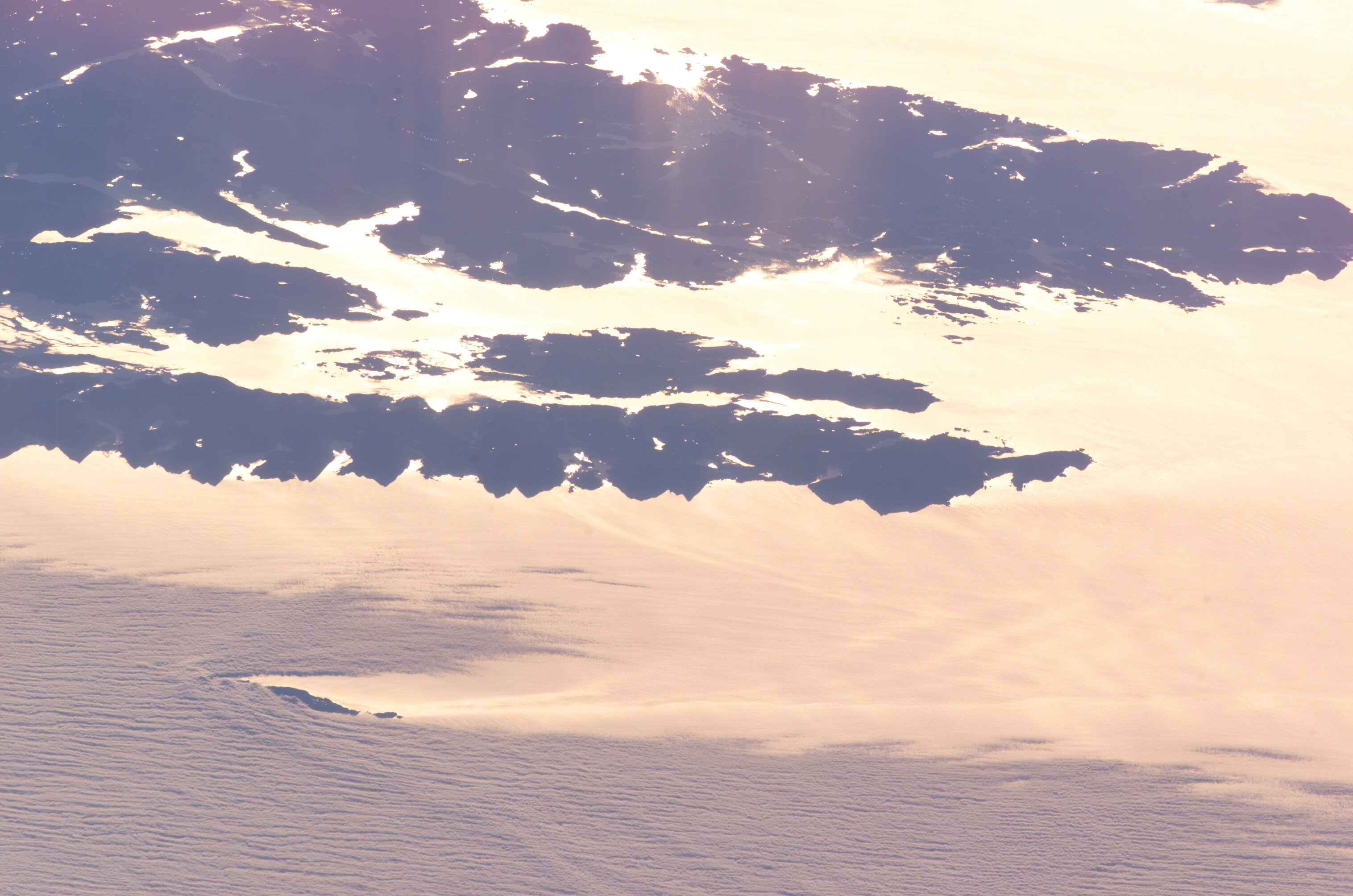
L'illa Dall des de l'espai
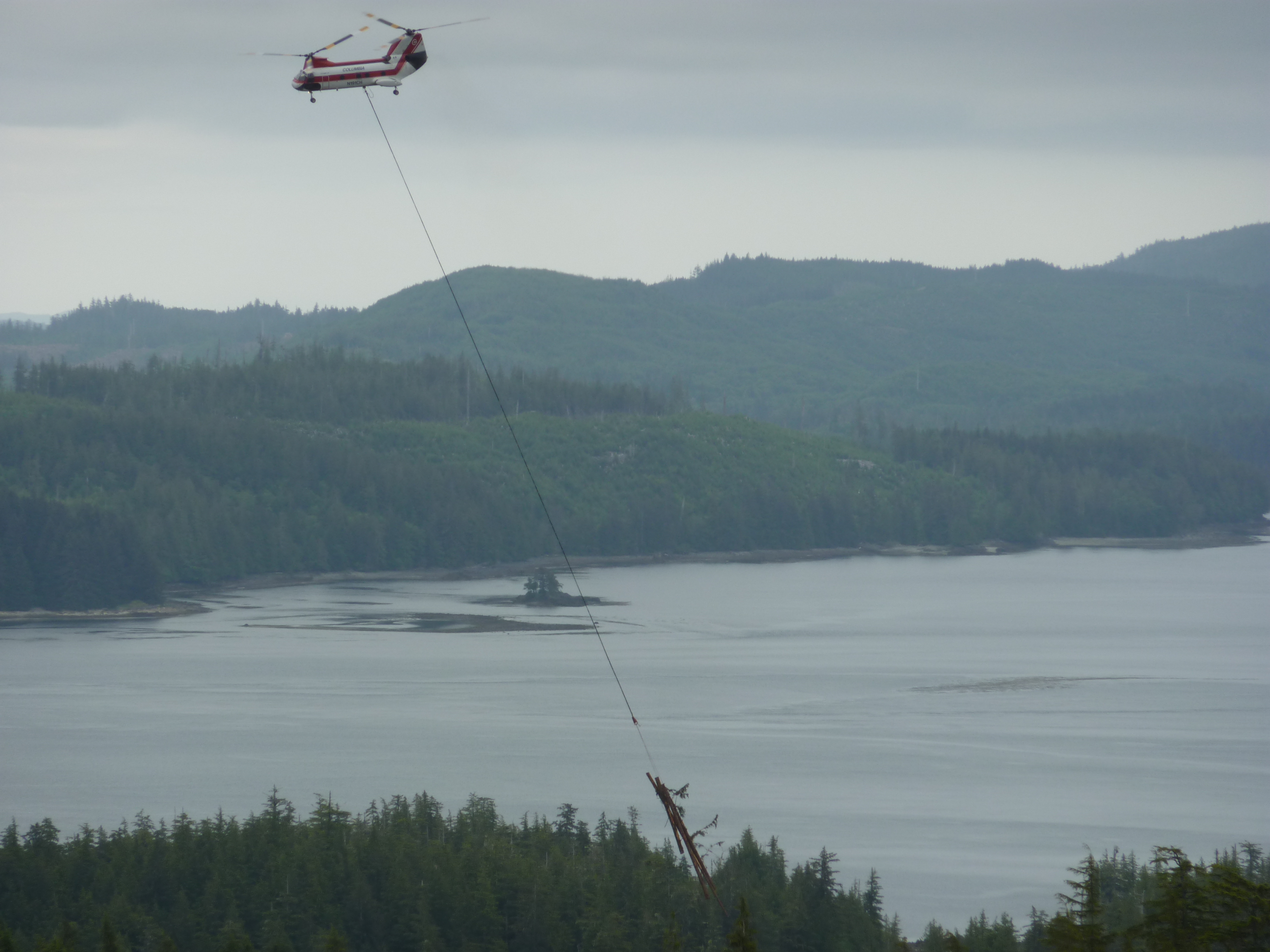
Helicopter sobrevolant l'illa